# Fly Away Home
Fly Away Home (titulada Volando libre, en España; Volando a casa, en Hispanoamérica) es una película estadounidense estrenada en 1996, producida por Columbia Pictures, dirigida por Carroll Ballard y protagonizada por Jeff Daniels y Anna Paquin. 
El filme se basó en el libro "Father Goose: One Man, a Gaggle of Geese, and Their Real Life Incredible Journey South", autobiografía del naturalista, escultor e inventor canadiense Bill Lishman, en donde relata el viaje que efectuó en octubre de 1993, guiando a 36 gansos canadienses en su avión ultraligero, desde el municipio de Scugog (Canadá) hasta Carolina del Sur.

## Trama

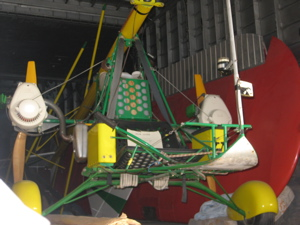
Ejemplo de un ultraligero en exhibición en el Museo de Aviación de Canadá occidental.

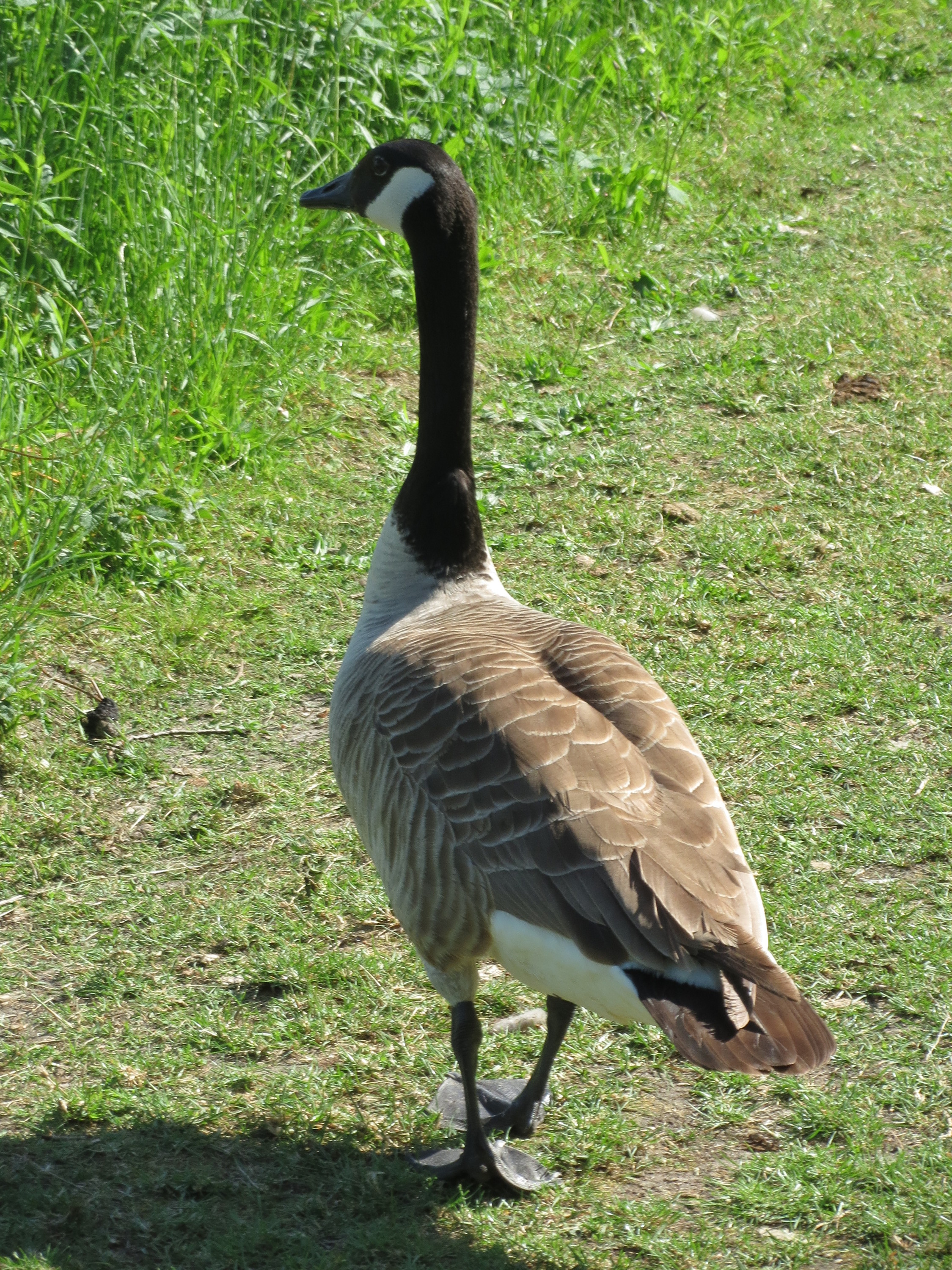
Ganso de Canadá (Branta canadensis), los protagonistas del filme.

Amy Alden (Anna Paquin) es una adolescente de 14 años que, tras la muerte de su madre en un accidente de coche en Nueva Zelanda, donde vivían, debe mudarse a Canadá con su padre Thomas Alden (Jeff Daniels). Ella apenas lo conoce, pues sus padres se habían separado cuando ella tenía 3 años (posiblemente por la obsesión de Thomas en su carrera como inventor), tras lo cual su madre se había mudado con ella a Auckland. Amy llega a la pequeña granja de su padre en Ontario sintiéndose perdida y sin ganas de vivir, más aún cuando Thomas le presenta a su novia, Susan Barnes (Dana Delany), quien pese a su amabilidad, despierta de inmediato el odio y el resentimiento de Amy.
Una mañana, los Alden se despiertan para descubrir que una obra de construcción está deforestando una pequeña área silvestre en el patio trasero de la casa. Thomas intenta frenarlos, pero no puede hacer nada. Horas después, Amy decide recorrer la zona y encuentra 16 huevos de ganso salvaje abandonados por sus padres. Sin decirle nada a Thomas, a Susan o a su tío David (Terry Kinney), que trabaja con su padre, ella toma los huevos y los esconde en una cómoda en el antiguo granero de su padre para incubarlos. Cuando ella regresa de la escuela al día siguiente, descubre que los huevos han eclosionado, y Thomas le permite conservar a los polluelos.
Thomas decide pedirle consejo al guardabosques local Glen Seifert (Jeremy Ratchford) sobre cómo cuidar a los gansos. Glen decide hacerle una visita, donde le advierte que, según una ordenanza, a todas las aves domésticas deben cortarles sus alas. Cuando Glen toma a uno de los gansos con esa intención, se arma una gran pelea y Thomas acaba arrojándolo fuera de su propiedad. Ante esto, Glen amenaza de que, si los pájaros comienzan a volar, tendrá que confiscarlos.
Thomas empieza a investigar y se entera de que, si las aves no aprenden a volar correctamente, van a volar por su cuenta y posiblemente se pierdan o no sobrevivan el invierno. Decide utilizar un ultraligero hecho por él para enseñar a las aves a volar, pero cuando las aves pronto dejan de seguirlo, tiene la idea de enseñarle a Amy a pilotearla, porque las aves la siguen a todos lados creyendo que es su madre. Susan se enfurece al enterarse de la noticia ya que, el día anterior, Amy había tomado uno de los ultraligeros de Thomas sin permiso y casi muere en el intento.
Thomas, Susan, David y el amigo de Thomas, Barry (Holter Graham) logran enseñar a las aves a volar. David viaja a Carolina del Norte para hablar con un amigo suyo, que es dueño de un santuario de aves. Inicialmente, éste tilda el plan de absurdo, pero también menciona que si no hay aves llegando al santuario antes del 1 de noviembre, será demolido por una constructora y convertido en un complejo de viviendas.
Amy y Thomas realizan prácticas de vuelo juntos, pero Igor (el ganso más débil del grupo) golpea accidentalmente el ala del ultraligero de Amy, cayendo en picada en un bosque. Mientras que los Alden se van a buscar a Igor, Glen, que había visto a los Alden practicando para el gran vuelo, se escabulle a la granja y confisca los gansos. Al día siguiente, después de haber encontrado a Igor y recuperar a los otros 15 gansos, el grupo se embarca en su travesía.
Después de hacer un aterrizaje de emergencia en una base de la Fuerza Aérea de los Estados Unidos en el Lago Ontario y casi ser arrestados, Amy y Thomas se convierten en noticia nacional, y todo el país comienza a animarlos y los residentes dan a los Alden un lugar para alojarse por la noche en cada una de sus paradas. Pero solo treinta kilómetros antes de llegar al santuario de aves, el ultraligero de Thomas se estrella en un campo de maíz.

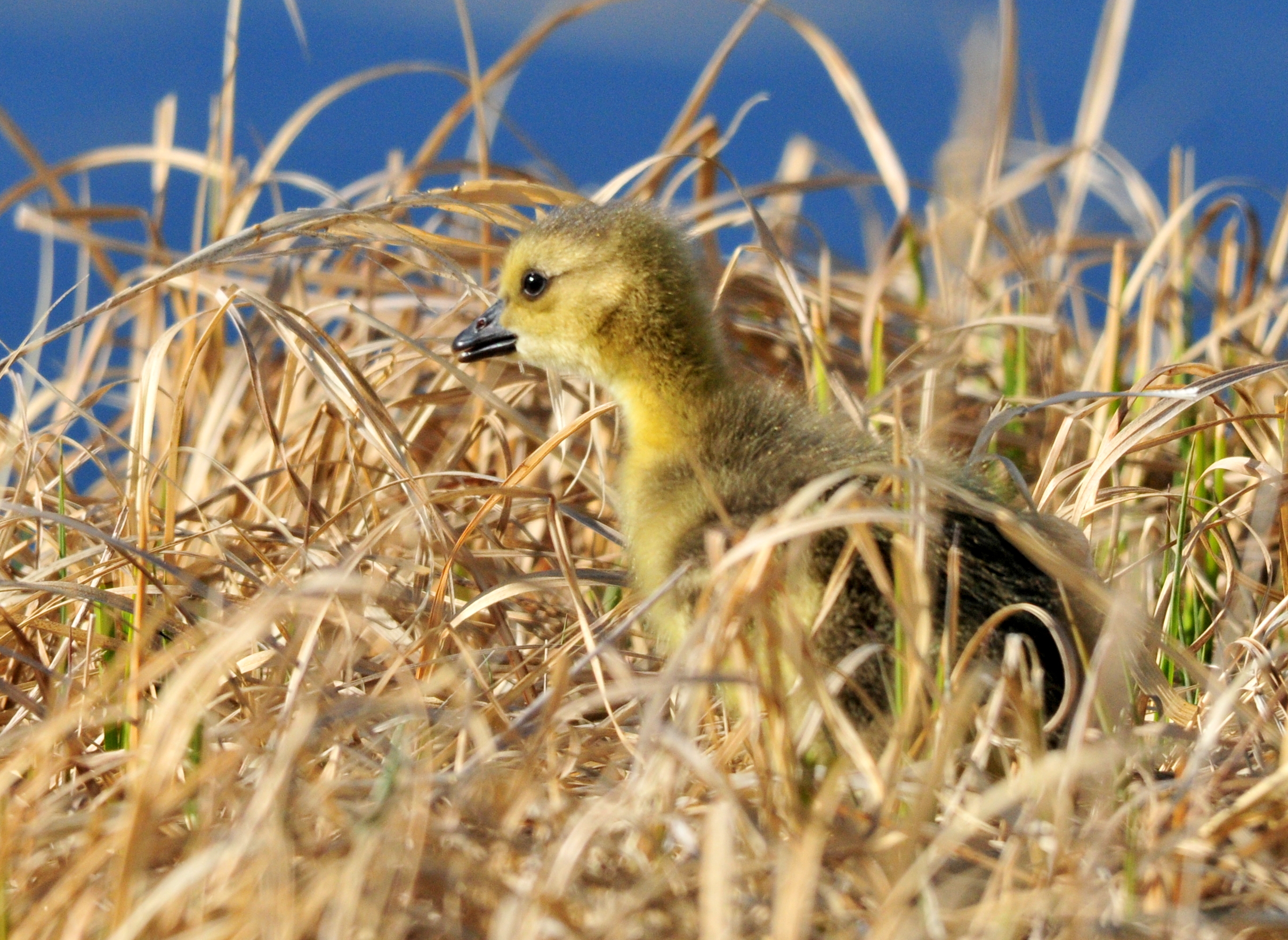
Ansarino de ganso de Canadá (Branta canadensis)

Viendo que tiene un hombro dislocado, Thomas le dice a Amy que debe terminar el viaje sin su ayuda. Después de que Amy despega y comienza a dirigirse hacia el santuario, Thomas hace autostop a un grupo local de hippies que lo llevan al santuario de aves. A la espera de Amy, su familia y mucha gente entre hippies, amantes de los árboles, gente del pueblo y animalistas enfrentan a los constructores, que están esperando para iniciar la excavación del sitio. Amy aparece finalmente con los gansos, completando su hazaña entre el júbilo de la gente del pueblo y el cariño de su familia. La gente del pueblo y los Aldens celebran su victoria.
Antes de los créditos, se ve que los 16 gansos, entre ellos Igor, regresaron a la granja de los Alden la primavera siguiente, sanos y salvos y por su propia cuenta.
Algunos de los 16 gansos protagonistas del filme tienen nombres, como:
- Fluffly (Mullido)
- Igor
- Featherbrain (Cerebro de pluma)
- Grubby (Gusano)
- Long John (John el largo)
- Stinky (Apestoso)

## Reparto
- Jeff Daniels interpreta a Thomas "Tom" Alden; un hombre de espíritu libre, inventor y artista, que vive en una zona rural de Ontario, Canadá. Tom es un padre distante al inicio de la historia, ya que su relación con su hija, Amy, es algo tensa tras la muerte de su madre. A pesar de esto, Tom se esfuerza por conectar con Amy y demostrarle su amor, aunque a veces su enfoque es torpe o poco convencional. A medida que avanza la película, Tom se convierte en un apoyo esencial para Amy cuando ella encuentra un grupo de gansos huérfanos. Con su mentalidad creativa e ingeniosa, él la ayuda a construir un ultraligero para guiarlos en su migración. Su personaje evoluciona de ser un padre distraído a un hombre comprometido y amoroso, que está dispuesto a hacer lo imposible por ayudar a su hija a cumplir su misión. Su personalidad es excéntrica, apasionada y perseverante, con un toque de humor sarcástico. A pesar de sus fallos como padre, su amor por Amy es genuino y su evolución a lo largo de la película muestra su capacidad de redención y crecimiento.
- Anna Paquin interpreta a Amy Alden; una niña de 13 años que, tras la trágica muerte de su madre en un accidente automovilístico, debe mudarse de Nueva Zelanda a Canadá para vivir con su padre, Tom Alden, a quien apenas conoce. Al principio, Amy es introvertida, triste y distante, ya que le cuesta adaptarse a su nueva vida y a la personalidad excéntrica de su padre. Sin embargo, todo cambia cuando encuentra un nido de gansos huérfanos y decide cuidarlos. Amy se convierte en su "madre", criándolos con ternura y devoción. Cuando se enfrenta al problema de cómo enseñarles a migrar, su determinación la lleva a embarcarse en una aventura increíble junto a su padre, utilizando un ultraligero para guiarlos en su viaje. A lo largo de la película, Amy evoluciona de una niña vulnerable y solitaria a una joven valiente, decidida y llena de propósito. Su conexión con los gansos simboliza su propio proceso de sanación y crecimiento. Su ternura, valentía y resiliencia la convierten en el corazón de la historia, y su relación con su padre también se transforma, pasando de la distancia al cariño y la confianza.
- Dana Delany interpreta a Susan Barnes; la novia de Tom Alden y una figura de apoyo clave en la historia. Susan es una mujer amable, inteligente y comprensiva, que juega un papel importante en ayudar a Amy a adaptarse a su nueva vida en Canadá. A diferencia de Tom, que es más torpe en su intento de reconectar con su hija, Susan demuestra una sensibilidad natural hacia Amy, actuando como una figura materna y brindándole apoyo emocional cuando más lo necesita. También es una aliada fundamental en el proyecto de ayudar a los gansos huérfanos a migrar. Su carácter práctico y su cariño por Amy la convierten en un pilar dentro de la familia, contribuyendo a que la relación entre Tom y su hija mejore con el tiempo. Aunque su papel no es protagónico, su presencia es crucial para el desarrollo emocional de la historia.
- Terry Kinney interpreta a David Alden, el hermano de Thomas. Su papel en la historia es el de un asistente burocrático en su intento de controlar la situación con los gansos de Amy.
- Holter Graham interpreta a Barry Stickland, un amigo de la familia. Es un hombre simpático y leal que ayuda a Tom y Amy en su misión de guiar a los gansos en su migración. Con su actitud relajada y su buen humor, aporta un toque de calidez y camaradería a la historia.
- Jeremy Ratchford interpreta a Glen Seifert, es un empleado del Departamento de Recursos Naturales.
- Deborah Verginella interpreta a Aliane, Madre de Amy, cantante que vive en Nueva Zelanda.
- Michael J. Reynolds interpreta a Hatfield, el Comandante general de la Niagara Air Force Base de Nueva York.
- David Hemblen interpreta a Dr. Killian, un experto en aves.
- Ken James, es el constructor de Carolina del Norte.
- Nora Ballard interpreta a Jackie, amiga de Amy.
- Sarena Paton interpreta a Laura.
- Chris Benson, es un agricultor.
- Gladys O'Connor, es la anciana del rifle.
- Carmen Lishman, hija de Bill Lishman, tiene un cameo como una de las alumnas de la escuela que observa por la ventana a Amy huir volando con los gansos.
- Geordi Lishman, también hijo de Bill, tiene igualmente un cameo como uno de los animalistas que recibe a Amy y la ayuda a salir del avión en el santuario de aves.[2]

## Producción

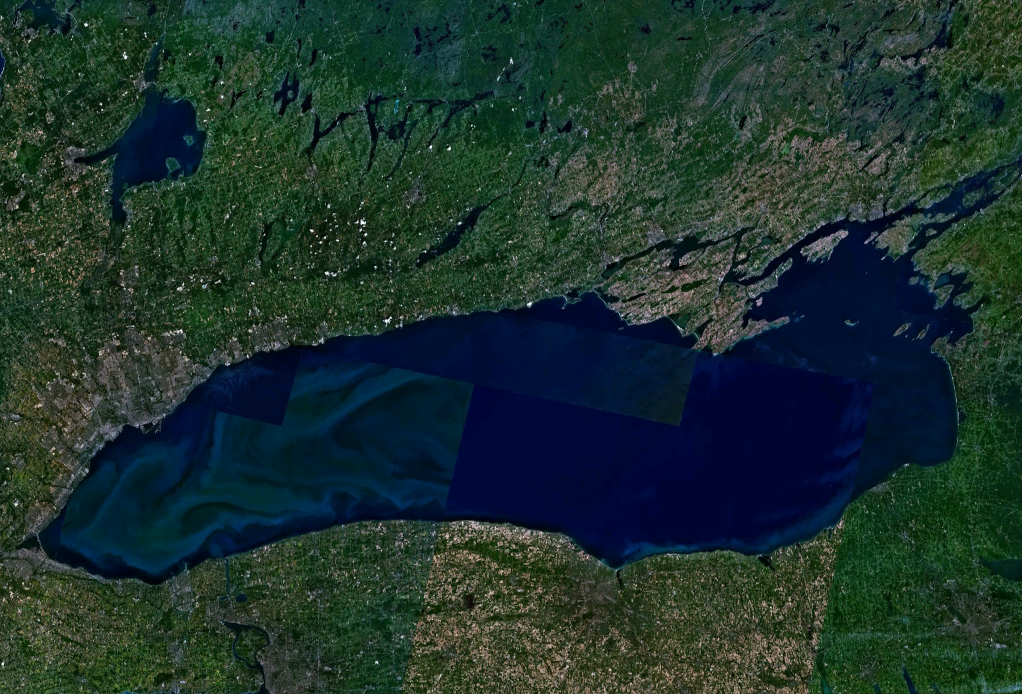
Lago Ontario

La experiencia de Bill Lishman, llamada Operación Migración  recogida en su libro Father Goose: One Man, Gaggle of Geese, and Their Real Life Incredible Journey South, sirvió de base para el guion de la película. Por esta razón, Lishman trabajó con el equipo técnico de la producción tanto como asesor como piloto de ultraligeros. De hecho, para dar más veracidad a la historia, las escenas de vuelo son reales y para ellas se tuvieron que buscar pilotos que pudieran doblar a los actores. Así, Lishman y David Woodhouse pilotaron los ultraligeros representado a Jeff Daniels, y Jack Sanderson y Joseph Duff doblaron a Anna Paquin. También el conocido piloto Michael Robertson voló por la película.
El viaje migratorio duró cuatro días durante los cuales se condujeron a los gansos canadienses desde el Lago Ontario, sobre los Apalaches, pasando por Pensilvania, Maryland, y finalmente llegando a las costas de Virginia. Sin embargo, la mayor parte de estas imágenes se rodaron en Port Perry y Sandbanks Provincial Park de Ontario (Canadá). Además, hay que añadir que las otras localizaciones del rodaje fueron Toronto (Ontario) y Baltimore (Maryland).

## Premios
La tierna historia de Amy y sus gansos tuvo un importante reconocimiento nacional e internacional. Así, fue considerada por la Asociación de Críticos Cinematográficos como la mejor película familiar del 1997 y Anna Paquin ganó varios premios como mejor actriz para su interpretación. Sin embargo, de todos los éxitos que obtuvo, lo más destacado fue la nominación de Caleb Deschanel al Oscar para la mejor fotografía. Aunque no salió ganador, la nominación significó el agradecimiento por el duro trabajo cinematográfico que se tuvo que llevar a cabo durante su producción.